# Беатриче д’Есте (1268 – 1334)
Вижте пояснителната страница за други личности с името Беатриче д'Есте.
Беатриче д’Есте (на италиански: Beatrice d'Este; * ок. 1268, Ферара; Папска държава,† 1 септември 1334, Милано, Сеньория Милано) от рода Есте е чрез бракове владетелка на Галура и господарка на Милано, както и регентка на Пиаченца (юни 1322 – октомври 1322).

## Произход
Тя е дъщеря на Обицо II д’Есте (* 1247 † 1293), господар на Ферара, Модена и Реджо, и на Якопина Фиески († 1287), племенница на папа Адриан V. Има трима братя и една сестра: 
- Ацо VIII (* сл. 1263, †  1308), маркиз на Ферара и Реджо, съпруг на Джована Орсини и на Беатриса Анжуйска
- Мадалена, съпруга на Алдобрандино Турки от Ферара и на Раниеро ди Каноса
- Алдобрандино II († 1326), маркиз на Ферара и Реджо, съпруг на Алда Рангони
- Франческо († 1312)

## Биография
Омъжва се за първи път за пизанеца Нино Висконти, владетел на Галура на о-в Сардиния, от когото има една дъщеря. 
Тя е безименната съпруга на "giudice Nin gentil", който я споменава заедно с дъщеря ѝ Джована в осмата песен на „Чистилище“ (част от „Божествена комедия“ на Данте). Нино моли Данте да отиде и да каже на малката му дъщеря да се моли на Бог да облекчи болката му в Чистилището, и освен това си спомня за жена си, като казва, че скоро е свалила белите превръзки на вдовица и се е омъжила повторно за друг мъж (от милански клон); превръзки, за които е по-добре да съжалява, тъй като заради новия си съпруг ще трябва да претърпи изгнание и когато умре, гробницата ѝ няма да бъде украсена с много по-благородния галурски петел, а с меланезийската усойница – емблемата на силата и измамата.
След смъртта на съпруга си през 1296 г. Беатриче е обещана на син на Алберто Скоти, господар на Пиаченца, но на 24 юни 1300 г., за по-голяма изгода, тя се омъжва за втори път в Модена за Галеацо I Висконти, около десет години по-млад и син на Матео I Висконти, господар на Милано.
Тя е в изгнание заедно със съпруга си, свекъра си и цялата династия Висконти от Милано от 1302 до 1311 г. След като се завръща в града, през 1313 г. император Хайнрих VII Люксембургски прави нейния съпруг Галеацо имперски викарий на Пиаченца, който скоро става господар на града.
През юни 1322 г. свекърът ѝ Матео I, на седемдесет години и вече уморен, е заменен като от Галеацо и пенсиониран. Галеацо оставя управлението на Пиаченца на съпругата си Беатриче и сина ѝ Ацо. Въпреки това през октомври Ацо и майка му трябва да избягат от бунтовния град и да намерят убежище в Кремона. Матео I умира и на 24 юни 1322 г. Галеацо е провъзгласен за господар на Милано от народното събрание.
През 1327 г. император Лудвиг IV Баварски сваля Галеацо, който е изгонен от Милано и затворен със сина си Ацо в замъка в Монца. Семейството намира убежище в Лука при кондотиера Кастручо Кастракани. На 6 август 1328 г. Беатриче отново овдовява, а на 15 януари 1329 г. нейният син Ацо е провъзгласен за господар на Милано.
Тя умира на 15 септември 1334 г. в Милано на около 66-годишна възраст и е погребана в църквата „Сан Франческо Гранде“. Изглежда, че на гроба си е накарала да изваят както петела на Галура, така и миланската змия, така че да отрече вече популярната песен на Данте, която противопоставя двете емблеми. Църквата е разрушена през 1806 г.

## Брак и потомство
∞ 1. 1287 за Нино Висконти (* ок. 1265 в Пиза, † август 1296 в Галура, Юдикат Галура), съдия (владетел) на Юдикат Галура на остров Сардиния от 1275 или 1276 г. до смъртта си, господар на третата източна част на района на Каляри от 12 юни 1275 г. до смъртта си,  капитан на народа на Пиза от юли 1286 г. до 30 юни 1288 г. и подест на същия град от май/юни 1287 г. до 30 юни 1288 г., от когото има  една дъщеря:
- Джована Висконти ди Галура (* 1289; † 1339 във Флоренция), титулярна съдийка (владетелка) на Юдикат Галура от 1296 до 1339 г., ∞ 13 ноември 1309 за граф Рицардо да Камино, граф на Кенеда и господар на Тревизо, от когото няма деца;

∞ 2. 24 юни 1300 за Галеацо I Висконти (* 21 януари 1277, † 6 август 1328, Пеша), господар на Милано (1322 – 1328), син на Матео I Висконти, от когото има син и дъщеря:
- Ацо Висконти (* 7 декември 1302, Ферара, Папска държава; † 16 август 1339, Милано, Сеньория Милано), господар на Милано от 1329 до 1339 г., както и господар на Бергамо, Бреша, Вал Камоника, Комо, Валтелина, Бормио, Крема, Кремона, Леко, Лоди, Пиаченца и Верчели, ∞ 1330 за Катерина Савойска-Во (1324 – 18 юни 1388), дъщеря на Лудвиг II Савойски-Во, барон на Во, от която няма деца; има една извънбрачна дъщеря;
- Ричарда Висконти (* 1304, † 1361), ∞ 1329 за Томас II (* 1304 † 1357), маркграф на Салуцо, от когото има седем сина и четири дъщери.